# Anaea genini
Anaea genini är en fjärilsart som beskrevs av Le Cerf 1922. Anaea genini ingår i släktet Anaea och familjen praktfjärilar. Inga underarter finns listade i Catalogue of Life.